# James Bogardus
James Bogardus (Catskill, 14 de março de 1800 — Nova Iorque, 13 de abril de 1874) foi um inventor e arquiteto estadunidense, o pioneiro da arquitetura de ferro fundido, para o qual ele tirou uma patente em 1850.

## Início da vida
Bogardus nasceu na cidade de Catskill, em Nova York, em 14 de março de 1800. Ele era descendente do Rev. Everardus Bogardus (falecido em 1647), o segundo clérigo na Nova Holanda.
Aos quatorze anos, Bogardus abandonou a escola para iniciar um aprendizado em um relojoeiro.

## Carreira
Em 1828, Bogardus inventou uma máquina de fiação de algodão chamada ring flier. Em 1831, ele inventou uma máquina de gravação mecanizada que foi empregada para gravar matrizes para notas bancárias. Ele também inventou o moinho em 1832, que ainda é usado em princípio para acabamento fino de rolamentos de esferas e, com excentricidade variável, para moagem de lentes.
Ele demonstrou o uso de ferro fundido na construção de fachadas de edifícios, especialmente na cidade de Nova York nas duas décadas seguintes. Ele estava baseado em Nova York, mas também trabalhou em Washington, D.C., onde três estruturas de ferro fundido erguidas por Bogardus em 1851 foram as primeiras construções desse tipo na capital. O sucesso dos exteriores de ferro fundido de 1850 a 1880 levou à adoção da construção em estrutura de aço para edifícios inteiros.

## Vida pessoal

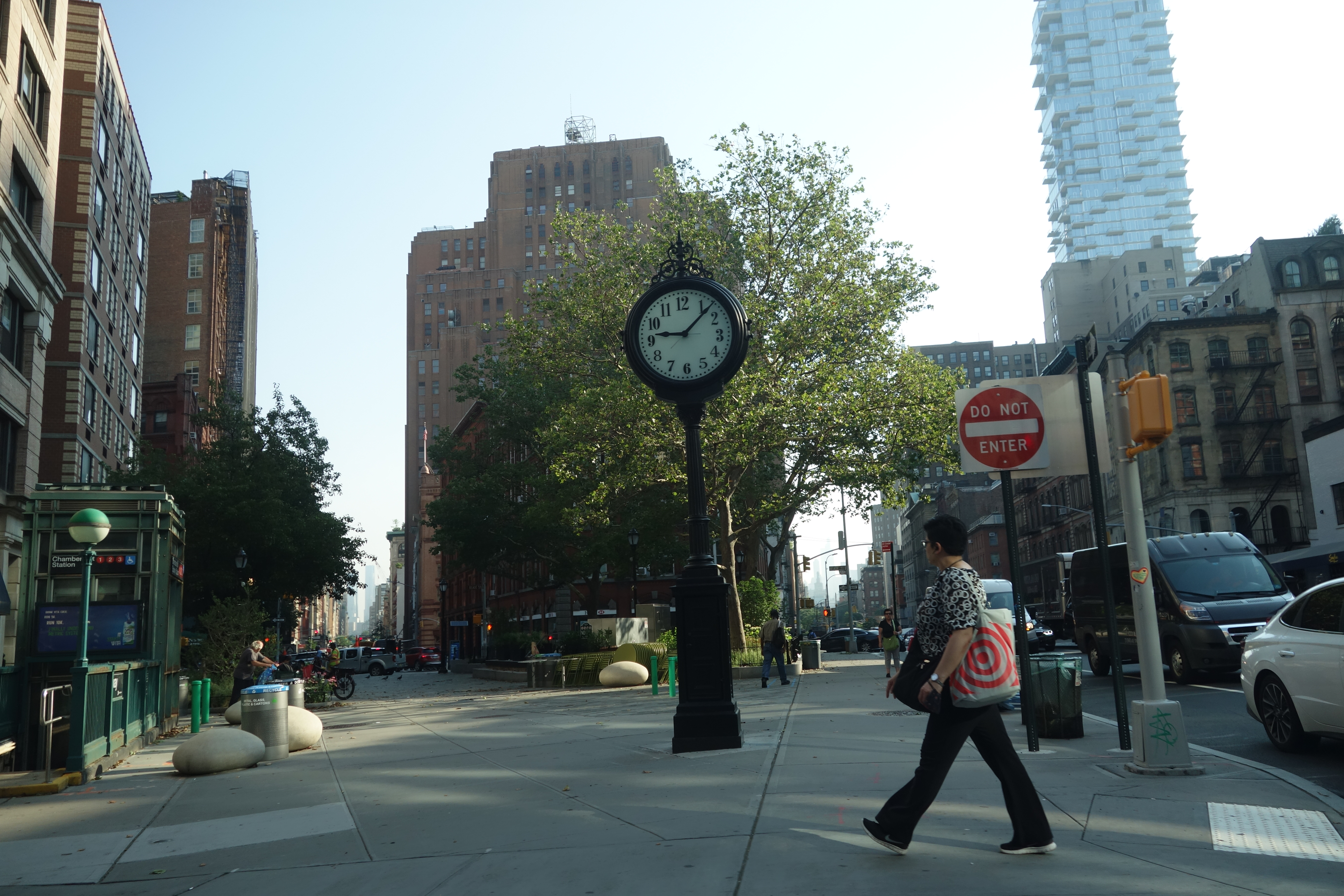
Bogardus Plaza in Tribeca in 2021.

Casou -se com Margaret MacClay (1803–1878), filha da filha do Rev. Archibald Maclay, em 1831. Margaret trabalhou como artista e duas miniaturas de retratos feitas por ela estão na coleção do Metropolitan Museum of Art.
Bogardus morreu na cidade de Nova York aos 74 anos. Bogardus está enterrado no Cemitério Green-Wood no Brooklyn, Nova York.

### Legado
Um pequeno parque em TriBeCa, onde Chambers Street, Hudson Street e West Broadway se cruzam, é chamado James Bogardus Triangle.

## Edifícios de Bogardus
- 63 Nassau Street
- 254 Canal Street
- 75 Murray Street
- 85 Leonard Street
- Iron Clad Building, Cooperstown, Nova York (92 Main St, Cooperstown, NY)